# Trichocerca marina
Trichocerca marina is een soort in de taxonomische indeling van de raderdieren (Rotifera). 
Het dier behoort tot het geslacht Trichocerca en behoort tot de familie Trichocercidae. De wetenschappelijke naam van de soort werd voor het eerst geldig gepubliceerd in 1890 door Daday.